# Mittelmeerentente
Die Mittelmeerentente (auch: Mittelmeerabkommen, Orientdreibund) ist ein Abkommen, das Großbritannien und  Italien am 12. Februar 1887 unter Vermittlung Bismarcks abschlossen. Am 24. März 1887 trat Österreich-Ungarn, am 4. Mai auch noch Spanien dem Abkommen bei.
Die Vertragspartner kamen darin überein, den Status quo im Mittelmeer anzuerkennen. In der Praxis war das Abkommen gegen die Expansion Russlands auf dem Balkan und an den Meerengen des Bosporus und der Dardanellen gerichtet. Die Existenz des Osmanischen Reiches wurde gesichert. Zudem wurde Italien gegen Frankreich gestärkt. 
Durch das Abkommen gelang es Bismarck, Großbritannien näher an den Dreibund (Deutschland, Österreich-Ungarn, Italien) zu bringen, ohne dass das Deutsche Reich selbst Mitglied der Mittelmeerentente geworden wäre. Allerdings verlor das Abkommen bald an Bedeutung, da Großbritannien und Russland sich einander annäherten. Nachdem Wilhelm II. die Briten durch die Krüger-Depesche verprellt hatte, lösten sie 1896 die Mittelmeerentente auf.
Bismarcks Vermittlung zum Mittelmeerabkommen ist auch im Hinblick auf den deutsch-russischen Rückversicherungsvertrag zu sehen. Im geheimen Zusatzprotokoll zum Rückversicherungsvertrag hatte Bismarck Russland Unterstützung bei dessen Expansionsbestrebungen zugesagt. Durch die Vermittlung des Mittelmeerabkommens verstieß Bismarck zwar nicht de jure gegen den Rückversicherungsvertrag, jedoch gegen den Geist des Zusatzprotokolls.